# Agència de Qualitat d'Internet
Agència de Qualitat d'Internet (IQUA) és una entitat sense ànim de lucre d'àmbit espanyol, creada el 21 d'octubre de 2002, amb l'objectiu de garantir confiança i seguretat a la xarxa mitjançant l'autoregulació i l'atorgament del segell de qualitat IQ. Pretén esdevenir un referent comú per a les Administracions, les empreses, els operadors, les associacions, els usuaris i els tècnics que treballen en la millora i la qualitat a Internet. Actualment el president és Santiago Díe, i el representant del CAC, Santiago Ramentol, és vicepresident secretari general

## Socis de l'IQUA
- Consell de l'Audiovisual de Catalunya (CAC)
- Consell Audiovisual d'Andorra
- Consejo Audiovisual de Andalucía
- Consejo Audiovisual de Navarra
- Red.es
- AECEM